# Ressentimento

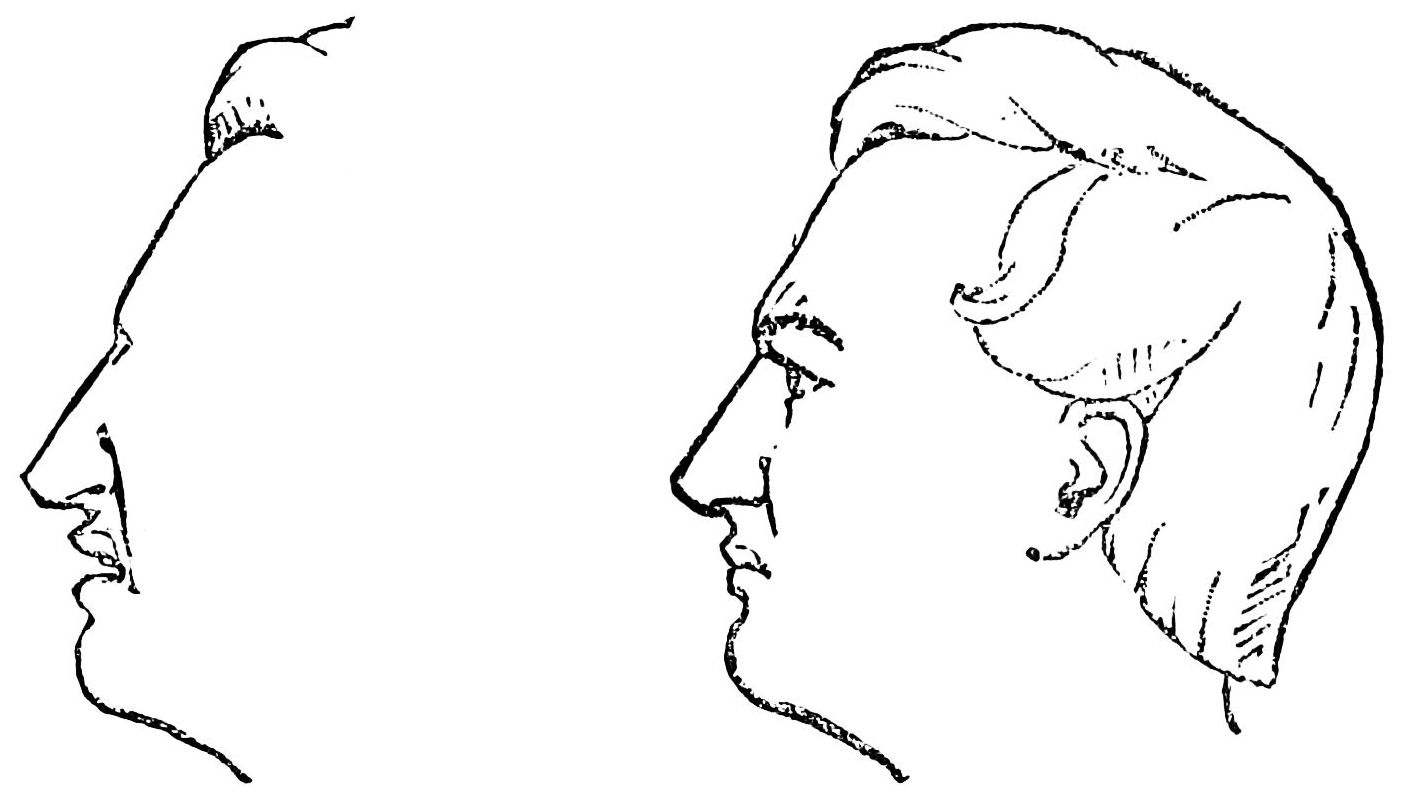
Expressões faciais de amargura

Ressentimento (também chamado de irritação ou amargura) é uma emoção que foi descrita como uma mistura de decepção, nojo, raiva e medo. Outros psicólogos consideram um estado de espírito ou uma emoção secundária (incluindo elementos cognitivos) que pode ser desencadeada em face de um insulto e/ou injúria.
Inerente ao ressentimento está a percepção de injustiça (ou seja, de trivial a muito grave) e é uma defesa generalizada contra situações injustas (por exemplo, relacionamentos ou circunstâncias desfavoráveis).
A palavra se origina do francês "ressentir", prefixo re, intensivo e sentir "sentir"; do latim "sentire". A palavra em inglês se tornou sinônimo de raiva e guardar rancor.

## Causas
O ressentimento pode resultar de uma variedade de situações que envolvem uma transgressão percebida de um indivíduo, que muitas vezes é desencadeada por expressões de injustiça ou humilhação. Fontes comuns de ressentimento incluem incidentes que humilham publicamente, como aceitar tratamento negativo sem expressar qualquer protesto; sentir-se objeto de discriminação ou preconceito regular; inveja/ciúme; sentir-se usado ou aproveitado por outros; e ter conquistas não reconhecidas, enquanto outros têm sucesso sem trabalhar tão duro. O ressentimento também pode ser gerado por interações diádicas, como rejeição emocional ou negação por outra pessoa, constrangimento deliberado ou depreciação por outra pessoa, ou ignorância, rebaixamento ou desprezo por outra pessoa.
O ressentimento também pode se desenvolver e ser mantido: focando nas queixas passadas (isto é, memórias perturbadoras de experiências dolorosas) continuamente, ou tentando justificar a emoção (isto é, com pensamentos/sentimentos adicionais). Assim, o ressentimento pode ocorrer como resultado do processo de luto e pode ser sustentado pela ruminação.

## Função
O ressentimento tem aspectos saudáveis e não saudáveis.
Alice MacLachlan escreve "O que nos ressentimos revela o que valorizamos e o que esperamos (ou esperamos) dos outros; pode também revelar o que nos consideramos com direito a: isto é, como nossas expectativas de nossos arredores são organizados e medidos." Na verdade, ela continua a escrever que apenas uma pessoa amoral (uma pessoa que não tem valores ou preocupação com o bem-estar de si mesma ou dos outros) não pode sentir ressentimento.
O ressentimento também pode funcionar como um alerta para que outras situações futuras, prejudiciais e injustas ocorram novamente (seu foco está no futuro). O ressentimento, usado como uma forma de desconfiança, tem um forte componente de autopunição: "o falso apelo da autopunição é que parece nos manter a salvo de mágoas e decepções futuras", quando na realidade está doendo os ressentidos mais (ou seja, como maltratamos ou desconfiamos dos outros não relacionados à ofensa, a nós mesmos, etc.)
O ressentimento também foi conceituado como uma forma de protesto : “Mais especificamente, o ressentimento protesta uma ação passada, que persiste como uma ameaça presente”. A 'ameaça presente' é que as ações prejudiciais passadas façam uma alegação: que você pode ser tratado dessa forma ou que tal tratamento é aceitável; Isso representa uma ameaça e, ao se ressentir, você desafia essa afirmação (ou seja, protesto). "O ressentimento afirma o que o ato {ofensores} nega" - sua nocividade e o valor da vítima. É importante notar que Pamela Hieronymi afirma que o objeto do protesto é o evento passado, e não o ofensor do evento: alegando que o ressentimento não precisa se transformar em malícia ou desejo de retribuição (se o ressentimento estiver focado na situação ou evento prejudicial passado em vez da pessoa que o causou).
O ressentimento, quando não é saudável, pode vir na forma de: raiva hostil com um motivo de retaliação (ou seja, fantasiar sobre rebaixar alguém, desvalorizar ou retribuir alguém por uma lesão percebida), tempo de duração (que pode continuar por dias, semanas ou mesmo anos), ou quando muitos ressentimentos são mantidos; Assim, drenando recursos, criando estresse e drenando emoções positivas.

## Expressão física

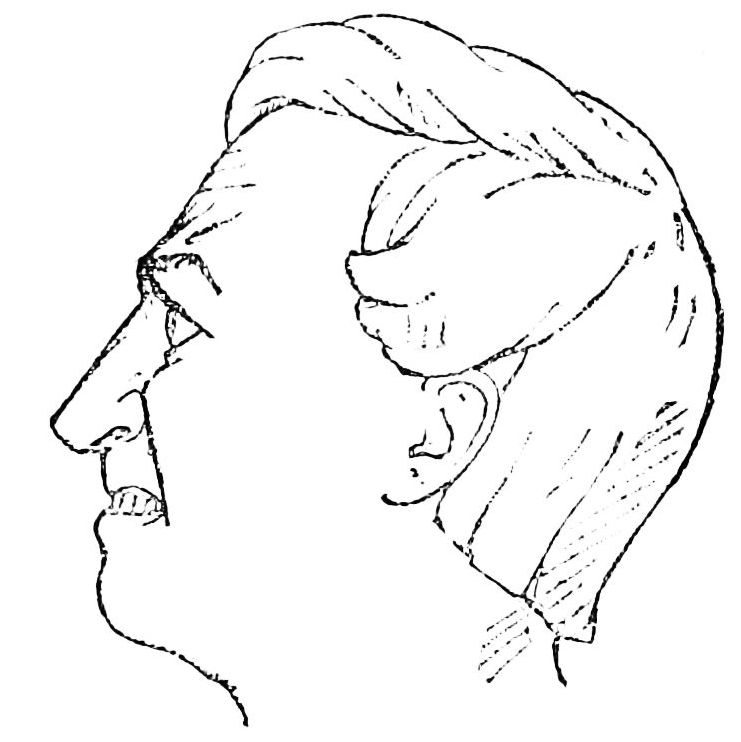
Uma expressão facial comprimida e amarga

Ao contrário de muitas emoções, o ressentimento não possui marcas físicas exclusivamente relacionadas a ele que telegrafam quando uma pessoa está sentindo essa emoção. No entanto, expressões físicas associadas a emoções relacionadas, como raiva e inveja, podem ser exibidas, como sobrancelhas franzidas ou dentes à mostra.
O ressentimento pode ser autodiagnosticado ao se procurar sinais como a necessidade de regulação emocional, fingir felicidade enquanto está com uma pessoa para encobrir sentimentos verdadeiros em relação a ela ou falar de forma sarcástica ou humilhante para ou sobre a pessoa. Também pode ser diagnosticado por meio do aparecimento de agitação - ou emoções relacionadas ao abatimento, como sentir-se inexplicavelmente deprimido ou desanimado, ficar com raiva sem motivo aparente ou ter pesadelos ou devaneios perturbadores com uma pessoa.

## Experiência interna
O ressentimento é mais poderoso quando é sentido por alguém próximo ou íntimo de alguém. Ter uma lesão que resulte em sentimentos de ressentimento infligidos por um amigo ou ente querido deixa o indivíduo tão traído quanto ressentido, e esses sentimentos podem ter efeitos profundos.
O ressentimento pode ter uma variedade de resultados negativos na pessoa que o experimenta, incluindo sensibilidade ou nervosismo ao pensar na pessoa ressentida, negação da raiva ou ódio contra essa pessoa e provocação ou aumento da raiva quando essa pessoa é reconhecida positivamente. Também pode ter efeitos de longo prazo, como o desenvolvimento de uma atitude hostil, cínica e sarcástica que pode se tornar uma barreira contra outros relacionamentos saudáveis; falta de crescimento pessoal e emocional; dificuldade de auto-revelação; dificuldade em confiar nos outros; perda de autoconfiança; e sobrecompensação.
O ressentimento crônico (ou seja, muitos) também pode causar sintomas prejudiciais à saúde, como a constrição das terminações nervosas dos músculos (causando dores crônicas nos músculos e nas costas).
Ressentimento de longa duração (ou seja, muito longo) pode causar: destruição das células T (diminuindo o sistema imunológico), hipertensão (que aumenta a ameaça de derrame e ataque cardíaco), câncer, vícios (drogas), depressão e redução da expectativa de vida.

## Lidar
Para agravar ainda mais esses efeitos negativos, o ressentimento geralmente funciona em uma espiral descendente. Os sentimentos de ressentimento interrompem a comunicação entre a pessoa ressentida e a pessoa que ela sente que cometeu o erro e podem resultar em falhas de comunicação no futuro e no desenvolvimento de mais sentimentos de ressentimento. Por causa das consequências que acarretam, é perigoso conviver com os sentimentos de ressentimento e é preciso lidar com eles. O ressentimento é um obstáculo à restauração de relações morais iguais entre as pessoas.
Ressentimento e despeito também compartilham uma conexão de automutilação, mas diferem principalmente na maneira como são expressos. O ressentimento é o único que é quase exclusivamente internalizado, onde pode causar mais danos emocionais e psicológicos, mas não afeta fortemente a pessoa ressentida. Em contraste, o despeito é exclusivamente externalizado, envolvendo ações vingativas contra uma fonte (percebida ou real) de erro. No entanto, ações rancorosas podem originar-se de sentimentos de ressentimento.
O psicólogo James J. Messina recomenda cinco etapas para enfrentar e resolver os sentimentos ressentidos: (1) Identificar a origem dos sentimentos ressentidos e o que a pessoa fez para evocar esses sentimentos; (2) desenvolver uma nova maneira de ver a vida passada, presente e futura, incluindo como o ressentimento afetou a vida e como abandonar o ressentimento pode melhorar o futuro; (3) escrever uma carta para a fonte do ressentimento, listando as ofensas e explicando as circunstâncias, depois perdoar e abandonar as ofensas (mas não envie a carta); (4) visualizar um futuro sem o impacto negativo do ressentimento; e (5) se os sentimentos de ressentimento ainda persistirem, volte à Etapa 1 e comece novamente.
O transtorno do amargo pós-traumático tem sido associado ao ressentimento, em alguns casos.

## Comparação com raiva
Robert C. Solomon, professor de filosofia da Universidade do Texas em Austin, coloca o ressentimento no mesmo continuum que a raiva e o desprezo, e argumenta que as diferenças entre os três são que o ressentimento é a raiva dirigida a um indivíduo de status superior; a raiva é dirigida a um indivíduo de igual status; e o desprezo é a raiva dirigida a um indivíduo de status inferior.
Steven Stosny faz uma analogia, distinguindo as funções de raiva e ressentimento, como: a raiva sendo um extintor de incêndio com o objetivo de 'apagar' e prevenir que situações imediatamente prejudiciais se tornem mais prejudiciais, enquanto o ressentimento é mais como um alarme de fumaça: algo que está sempre "ligado" (e requer energia e emoções para sustentar este sistema de alarme), e tem como objetivo nos proteger se, apenas no caso, alguém ou algo prejudicial de experiências anteriores aparecer. O ressentimento e a raiva diferem principalmente na maneira como são expressos externamente. A raiva resulta em comportamento agressivo, usado para evitar ou lidar com uma ameaça, enquanto o ressentimento ocorre depois que a lesão foi tratada e não é expresso de forma agressiva ou aberta.
Outra diferenciação entre raiva e ressentimento é a seguinte: a raiva tem a ver com a situação imediata (recuar ou se submeter), enquanto o ressentimento é uma forma defensiva de punir mentalmente (ou, no caso mais extremo, desvalorizar) a si mesmo ou ao lembrado ofensor. Outra diferenciação é que o ressentimento é raramente (ou nunca) sobre um único estímulo específico: mesmo depois que as mudanças comportamentais foram feitas (ou seja, a responsabilidade foi abordada) ou o estímulo não está mais presente (ou seja, a situação não é mais encontrada) ressentimento ainda pode estar presente. Já a raiva é desencadeada por um estímulo específico e geralmente diminui de intensidade à medida que o estímulo é atenuado (ou não está mais presente).

## Comparação com convicção
Uma característica importante de agir com base no ressentimento é que é contra algo (ou seja, injustiça, injustiça, abuso, situações que ameaçam valores ou bem-estar). Considerando que, agir com convicção é para algo (isto é, justiça, bem-estar de si mesmo ou dos outros, ou quaisquer outros valores considerados por um indivíduo como importantes). A distinção é importante, quando posta em prática, porque enquanto agir por seus valores mais profundos cria ações consistentes com os valores de alguém, agir contra coisas (ou pessoas) que não valorizamos não leva necessariamente a ações que são consistentes com seus valores mais profundos (ou seja, retribuição, assassinato). A autorreflexão pode ajudar a determinar em qual dos dois se está agindo, afirmando por que o comportamento é consistente com os valores mais profundos da pessoa: se a resposta da pessoa representar convicção, ela refletirá os valores mais profundos da pessoa; se estiver ressentido, desvalorizará alguém ou algo.

## Perspectivas filosóficas
- Scheler considerou o ressentimento como o produto de fraqueza e passividade.[19]
- Nietzsche viu o ressentimento como uma emoção ignóbil subjacente ao pensamento de Rousseau, precursor do Romatismo[20] — "pois sob todo romantismo reside o grunhido e ganância do instinto de vingança de Rousseau".[21][22]
- O filósofo Robert C. Solomon escreveu extensivamente sobre a emoção do ressentimento e seus efeitos negativos sobre aqueles que o vivenciam. Salomão descreve o ressentimento como o meio pelo qual o homem se apega ao respeito próprio. Ele escreveu que é neste momento em que a humanidade está em seu ponto mais baixo.

## Alcoolismo e intolerância
A organização dos Alcoólicos Anônimos cita o ressentimento como o ofensor número um e uma das maiores ameaças para um alcoólatra. Vários dos Doze Passos (passo 4 inventário, passo 5 revisão de inventário, passo 6 pedindo que o medo seja removido, passo 7 pedindo que a deficiência seja removida, passo 8 criação de uma lista detalhando qualquer delito cometido e passo 9 buscando ativamente fazer reparações) de AA envolvem identificar e lidar com o ressentimento como parte do caminho para a recuperação, incluindo o reconhecimento do próprio papel no ressentimento e a oração para que o ressentimento seja removido. O inventário que AA sugere para lidar com a recuperação de ressentimentos é primeiro inventariar o ressentimento, identificando qual pessoa, organização, ideia ou coisa é a fonte do ressentimento, em seguida, identificar porque é que essa coisa está causando o ressentimento e o que é o medo subjacente ao conflito. Por fim, afastando inteiramente a outra pessoa, deve-se perguntar a si mesmo qual é o meu papel nesta peça? O livro Alcoólicos Anônimos, então, recomenda prosseguir com mais ações.
O ressentimento também pode desempenhar um papel nos conflitos raciais e étnicos. O ressentimento é citado como tendo infectado a estrutura do valor social e, portanto, um catalisador regular em conflitos desencadeados pela desigualdade. Também pode ser uma das emoções experimentadas durante o conflito de classes, particularmente pela classe social oprimida.

## Exemplos literários
- O escritor Norman Douglas confessou o hábito de pedir dinheiro emprestado, como D.H. Lawrence; mas ao contrário de Lawrence, Douglas foi capaz de esconder "a reação primária: ressentimento…. Nós nos opomos a sermos tratados com condescendência; nos deixa ressentidos".[25]
- O sociólogo Zygmunt Bauman discute o ressentimento: "Tanto Nietzsche quanto Scheler apontam o ressentimento como um grande obstáculo para amar o Outro como a si mesmo. (Embora eles escrevessem em alemão, eles usaram o termo francês ressentimento, cujo significado complexo é menos do que perfeitamente transmitido pelo termo inglês mais direto 'ressentimento'."[26]